# 206

## Nașteri
- dată necunoscută: Trebonianus Gallus Împărat roman din 251 până în 253 (d. 253)